# リシャール・ブリア
リシャール・ブリア（Richard Bliah、1949年-　）は、フランス人建築家で、日本を拠点とし外国籍者初の日本国の建築士資格を取得した人物。一般財団法人フェール城桜協会副理事長、株式会社、ヨーロッパ・プロモーション・センター代表。フリータイム・インターナショナル一級建築士事務所取締役。株式会社エスインターナショナルアーキテクツ（SIA）取締役。

## 略歴
1974年に初来日後、早稲田大学大学院に入学し修士課程修了。

## 主な作品
- モーブッサン（MAUBOUSSIN）「MAUBOUSSIN　銀座フラッグシップストア」の建築デザイン（東京・銀座の中央通り・ユニクロ隣に日本初旗艦店）

- ASYLUM（東京都渋谷区神宮前）

- アートプラザ1000（千駄ヶ谷タンジェント）（東京都渋谷区千駄ヶ谷、用途：スタジオ 竣工：1989年）

- 宮城県石巻市鹿妻南コミュニティーハウス（仮称）（石巻市鹿妻南、建築主 ：一般財団法人フェール城桜協会（寄付金の受け入れ団体） 用途 ：コミュニティーハウス（集会所）

- フランス国立インドスエズ銀行（東京都港区、1985年）

- 三井不動産パークタワー東雲（東京都)

- フランス大使館別館図書館

- ソシエテジェネラル銀行東京支店（1983年）

## 参考
- 建築家のためのインテリアデザイン. （1983)
- 新建築 1990年11月号 巻65号
- 新建築1986年2月号
- structure No.41(1992.1)